# Villenave-d'Ornon
Villenave-d'Ornon è un comune francese di 28 897 abitanti situato nel dipartimento della Gironda nella regione della Nuova Aquitania.
Il territorio comunale è attraversato dal fiume Eau Bourde.

## Società

### Evoluzione demografica
Abitanti censiti